# Vojtěch II. Babenberský
Vojtěch II. Babenberský, německy Adalbert „der Andächtige“ (13. února 1104/1105? – 9. listopadu 1138) byl nejstarší syn rakouského markraběte Leopolda III. a fojt kláštera Klosterneuburg.
Narodil se pravděpodobně z Leopoldova prvního manželství a neznámé příslušnice rodu pánů z Pergu. Poprvé se v listinách vyskytuje na Vánoce roku 1119. Byl dvakrát ženatý, druhou manželkou se před rokem 1132 stala Hedvika, sestra uherského krále Bély II. Vojtěch slepého švagra roku 1132 vojensky podpořil v konfliktu s Borisem, dalším uchazečem o uherský trůn. Rakouský markrabě Leopold zemřel roku 1136 a Vojtěch byl z následnictví vyloučen. Zemřel v listopadu 1138 a byl pohřben v Klosterneuburgu.